# Ryō Hasegawa
Ryō Hasegawa (japanisch 長谷川 凌 Hasegawa Ryō; * 21. April 1999 in Tokio, Präfektur Tokio) ist ein japanischer Fußballspieler.

## Karriere
Ryō Hasegawa erlernte das Fußballspielen in der Schulmannschaft der Funabashi High School. Seinen ersten Vertrag unterschrieb er 2018 bei Mito HollyHock. Der Verein spielte in der zweithöchsten Liga des Landes, der J2 League. Für den Verein absolvierte er zwei Ligaspiele. Im Mai 2019 wurde er an den Drittligisten Azul Claro Numazu ausgeliehen. Im Juli 2019 kehrte er zu Mito HollyHock zurück. 2020 wurde er an den Verspah Ōita ausgeliehen. Nach Vertragsende in Mito nahm ihn im Februar 2021 der Zweitligaaufsteiger Blaublitz Akita für ein Jahr unter Vertrag. Bei dem Verein aus Akita (Akita)Akita kam er jedoch nicht zum Einsatz. Im Januar 2022 ging er in die vierte Liga, wo er einen Vertrag beim Kōchi United SC unterschrieb. Hier kam er jedoch nicht zum Einsatz. Die Saison 2023 stand er beim unterklassigen Aventura Kawaguchi unter Vertrag.